# Колин Клајд
Колин Клајд (енгл. Colin Campbell, 1st Baron Clyde; Глазгов, 20. октобар 1792 — Чатам, 14. август 1863) био је британски фелдмаршал.

## Војна каријера
Учествовао је у операцијама против Наполеона у Шпанији 1808. и 1809. године, затим у Северној Америци 1812. године у англо-америчком рату и 1842. године у Кини у Првом опијумском рату 1840-1842. године, а потом и у другом рату против Сика 1848-1849. и у Кримском рату 1854. године. Поверена му је команда над британским снагама које су 1857-1858. угушиле Индијски устанак. 